# Rivière des Pins (rivière Nicolet)
Pour les articles homonymes, voir Les Pins (homonymie).
La rivière des Pins est un affluent de la rivière Nicolet laquelle se déverse sur la rive sud du fleuve Saint-Laurent. La rivière des Pins coule dans les municipalités de Tingwick, Warwick et de Saint-Albert-de-Warwick, dans la municipalité régionale de comté (MRC) de Arthabaska, dans la région du Centre-du-Québec, au Québec, au Canada.

## Géographie
Les principaux bassins versants voisins de la rivière des Pins sont :
- côté nord : rivière Nicolet ;
- côté est : ruisseau Noir, rivière Nicolet ;
- côté sud : cours d'eau Desrochers, rivière des Rosiers, ruisseau à la Truite ;
- côté ouest : rivière Nicolet Sud-Ouest, rivière des Rosiers.

La rivière des Pins tire sa source de plusieurs ruisseaux de agricoles et forestiers dans la municipalité de Saint-Rémi-de-Tingwick. Cette zone est situé au nord-ouest de la route du rang 8e et 9e.
À partir de sa zone de tête, la rivière des Pins coule sur 37,9 km selon les segments suivants :
- 4,2 km vers le sud-est, puis vers l'ouest, jusqu'à la limite municipale de Tingwick ;
- 2,3 km vers le nord-ouest, jusqu'à la route du rang 6e ;
- 3,8 km vers le nord-ouest, jusqu'au Chemin Craig ;
- 2,7 km vers le nord-ouest, jusqu'à chemin Gleasson ;
- 3,0 km vers le nord-ouest, jusqu'à la limite municipale de Warwick ;
- 5,6 km vers le sud-ouest, jusqu'au pont du chemin de Warwick, situé au sud-est du village de Warwick ;
- 5,6 km vers l'ouest, en contournant par le sud le village de Warwick, jusqu'au pont du chemin de Warwick (situé au nord-ouest du village) ;
- 3,4 km vers le nord-ouest, jusqu'à la confluence du cours d'eau Laroche (venant de l'est) ;
- 7,3 km vers le nord-ouest, jusqu'à son embouchure.

La rivière des Pins se déverse dans un coude de rivière sur la rive sud de la rivière Nicolet à 3,8 km en amont du pont du village de Saint-Albert-de-Warwick et à 5,1 km en aval du pont du 10e rang Ouest, au cœur de la ville de Victoriaville.

## Toponymie
Le toponyme rivière des Pins a été officialisé le 5 décembre 1968 à la Commission de toponymie du Québec.